# 吴功曹
吴功曹，唐朝中期广西起事领袖。
吴功曹出自西原蛮，是唐朝广西（岭南西道）僚人中的一支，因在西原州（治所在罗和县，约为今广西大新县一带）为中心活动而得名。安史之乱时，西原蛮在西南反唐。吴功曹就是唐肃宗时西原反唐的首领。唐代宗宝应元年（762年）八月，桂州刺史邢济征讨西原军统帅吴功曹等人，将其平定。